# Krabbelwerk

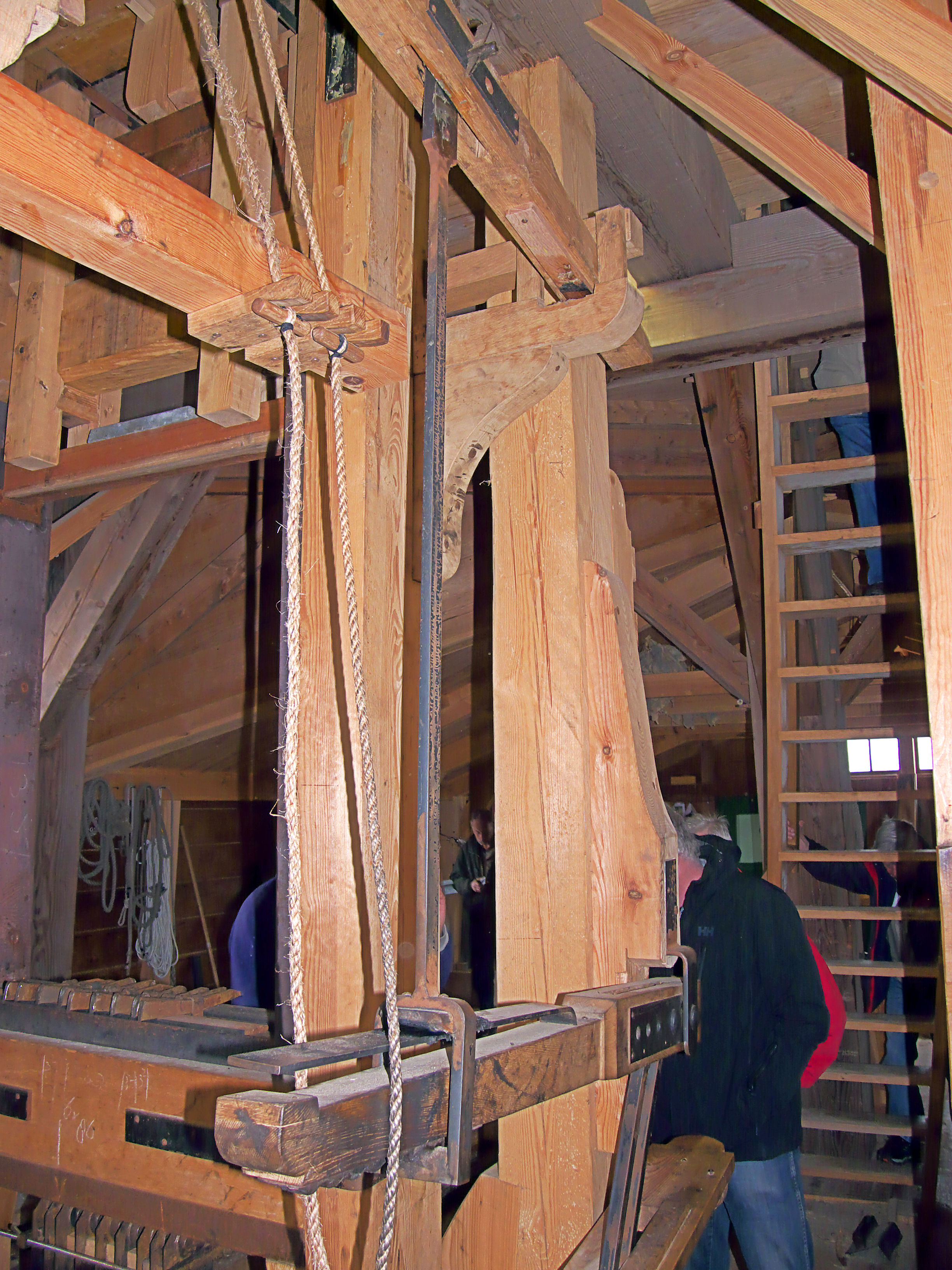
Krabbelwerk voor zaagslede met krabbelboom, krabbelstok (ijzer) en krabbelarm

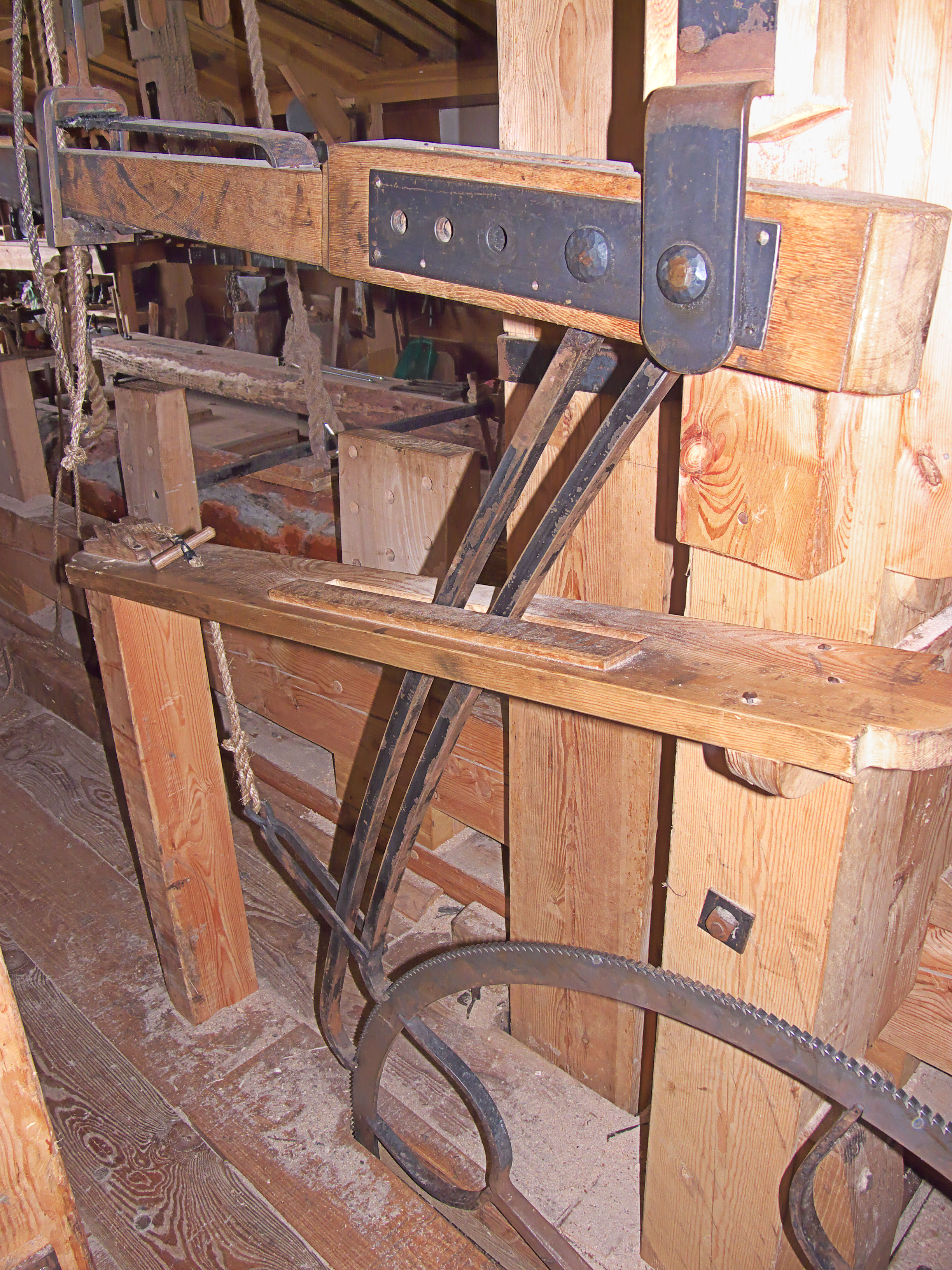
Krabbelwerk voor zaagslede met krabbelrad, krabbelaar, pal en krabbelarm

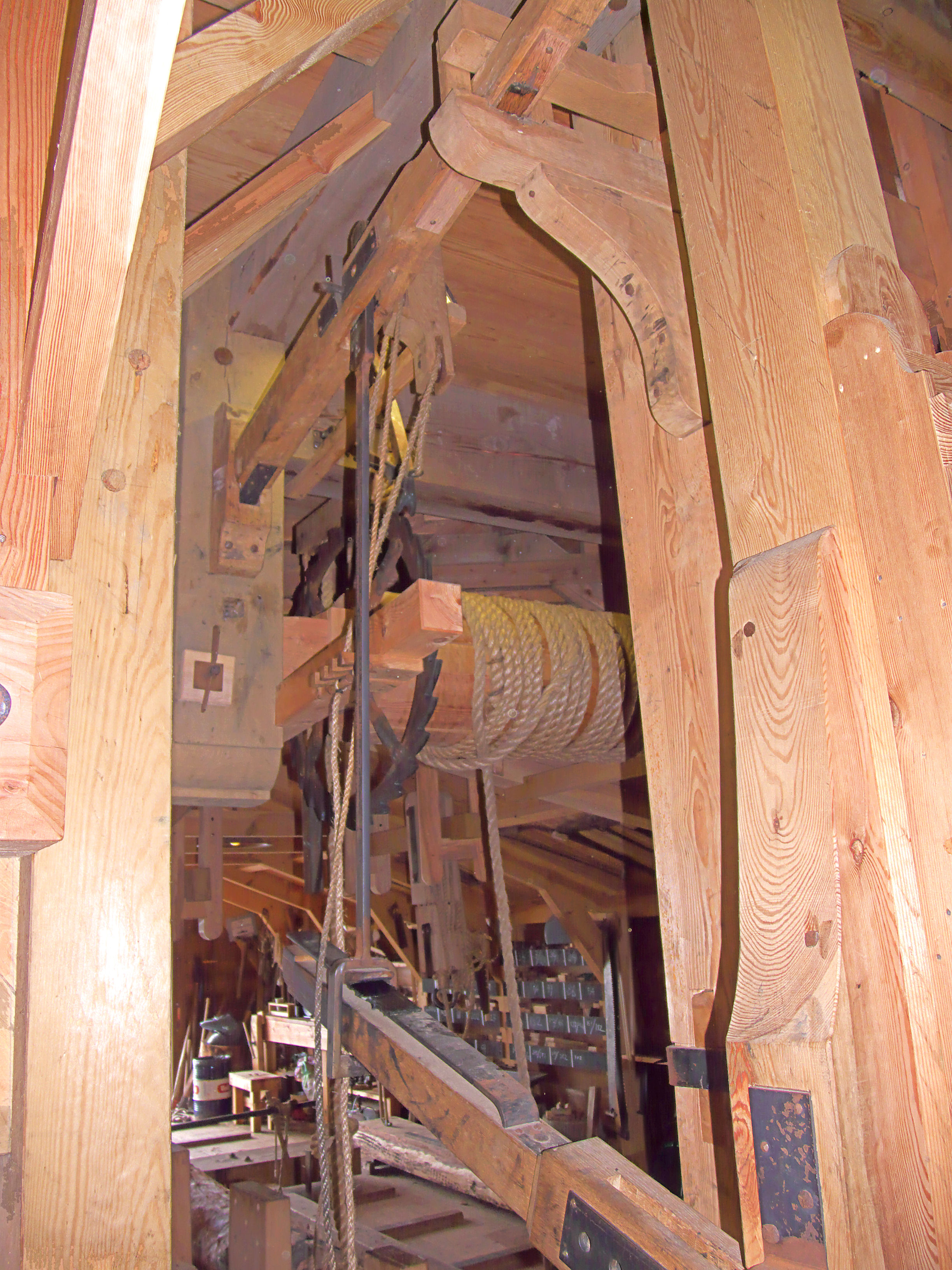
Krabbelwerk voor zaagslede met krabbelboom, krabbelstok (ijzer) en krabbelarm

Het krabbelwerk is een onderdeel van een zaagmolen.
Op een zaagmolen komen twee typen krabbelwerken voor:
- Een type dat de zaagslede door het zaagraam voert en
- een type voor het in beweging brengen van de winderij.

## Krabbelwerk zaagraam
Het krabbelwerk dat de zaagslede door het zaagraam voert bestaat uit een krabbelrad, dat voortbewogen wordt door de krabbelaar en tegengehouden door een pal. Bij elke opgaande slag wordt de zaagslede naar voren bewogen. De krabbelaar en pal zitten aan een krabbelarm of palstok. Aan het uiteinde van de krabbelarm zit de krabbelstok. De krabbelstok wordt al of niet via de krabbelboom door het raamkalf of draaihoofd van het zaagraam omhoog bewogen. Het geheel is verstelbaar, waardoor de zaagslee afhankelijk van het te zagen hout en de hoeveelheid wind met één of meerdere tanden van het krabbelrad tegelijk voortbewogen kan worden. Op de onder de zaagslede doorgaande as van het krabbelrad zit een rondsel met 6-8 staven, dat een tandheugel, die verbonden is met de zaagslee vooruitschuift.

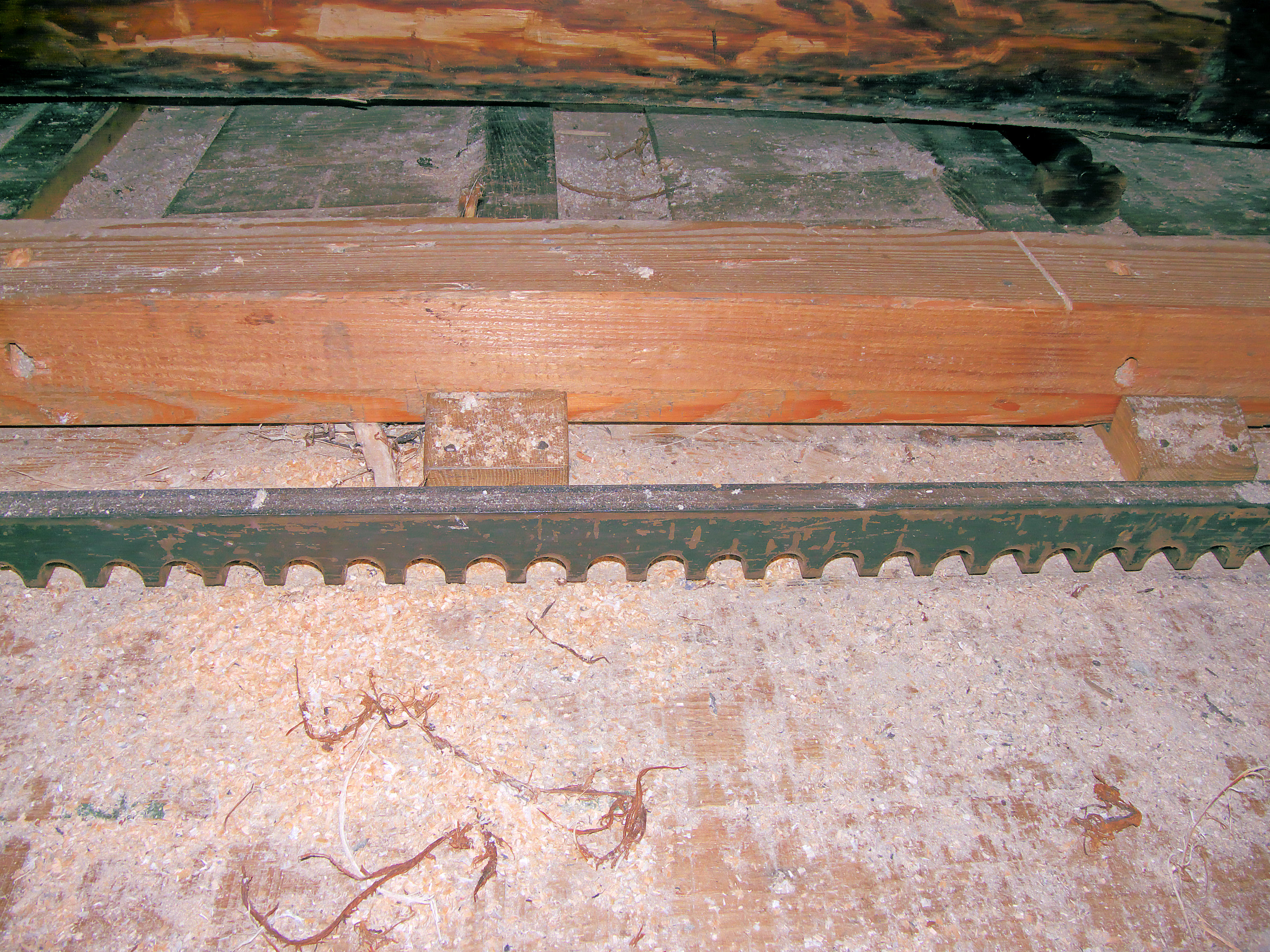
Tandheugel met zaagslee

## Krabbelwerk winderij
Met het krabbelrad van de winderij wordt een boomstam uit het water gesleept en op de zaagslee geplaatst. Ook wordt het na een zaagronde gebruikt voor het terugslepen van de zaagslede. Het krabbelrad zit vast aan een trommel en wordt door de haalder (krabbelaar) aangedreven. De haalder wordt aangedreven via de harremaaier die op het draaihoofd van het zaagraam ligt. De keerhouder (pal) zorgt ervoor dat het krabbelrad niet terug kan lopen.

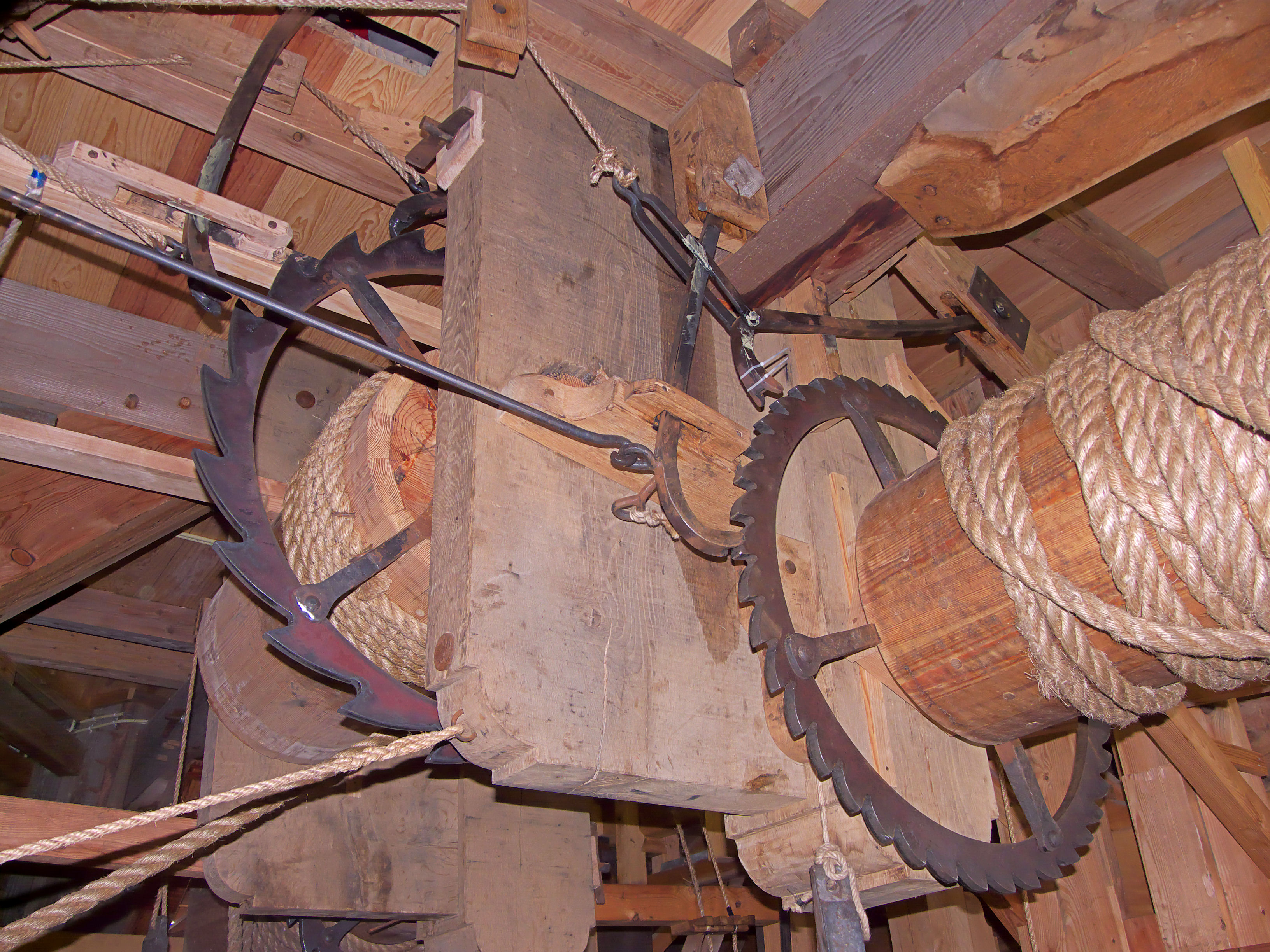
Winderij met krabbelrad van Het Jonge Schaap. Bij de rechtse trommel is de bovenste haak de haalder.